# Fidél Pálffy
Fidél Pálffy, fullständigt namn Fidél Pálffy ab Erdőd, född 6 maj 1895 i Pozsonyszentgyörgy, död 2 mars 1946 i Budapest, Ungern, var en ungersk adelsman som kom att bli en anhängare av nazismen i Ungern. Han grundade 1933 ett nationalsocialistiskt parti som dock inte rönte någon särskild framgång. Politiskt desillusionerad slog han sig ner i Tyskland där han under en tid verkade som agent åt RSHA.
Pálffy återvände till Ungern efter några år och sökte återigen vinna politiskt inflytande genom att samarbeta med László Baky och senare Ferenc Szálasi. Under pilkorsregimen i Ungern 1944-1945 var Pálffy jordbruksminister i Szálasis ministär. Efter andra världskriget ställdes Pálffy inför rätta för landsförräderi och samröre med Nazityskland. Han dömdes till döden och avrättades genom hängning.